# 조니 데이비스

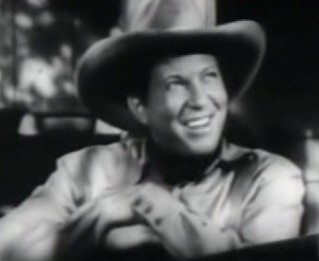

조니 데이비스(Johnnie Davis, 1910년 5월 11일 ~ 1983년 11월 28일)는 미국의 배우, 음악가, 가수, 밴드리더이다.

## 영화
- 니커보커 홀리데이 (1944년)
- 브라더 랫 (1938년)